# Museum van de Poolse geschiedenis

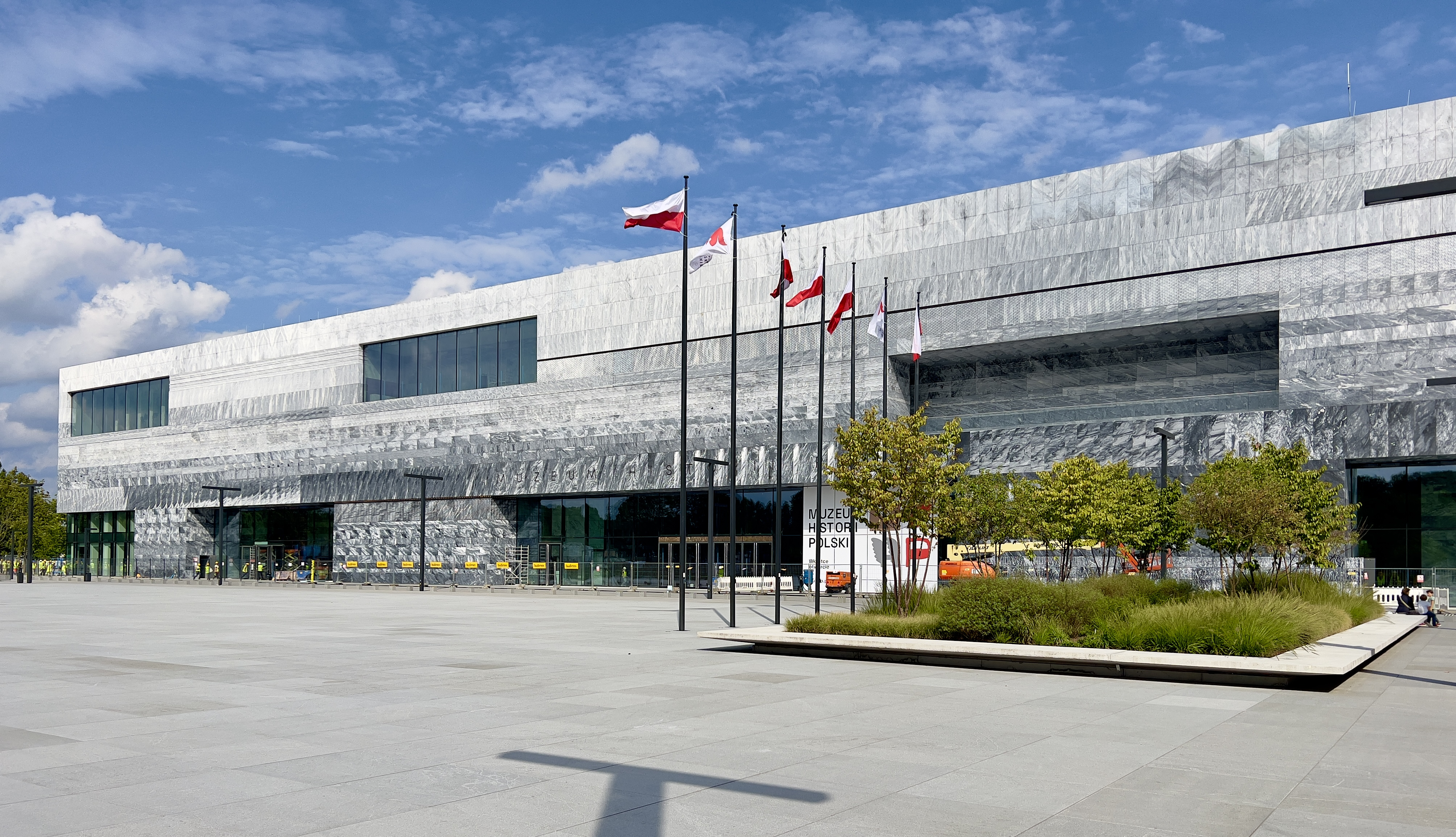

Het Museum van de Poolse geschiedenis (Pools: Muzeum Historii Polski) is een museum in het Poolse Warschau. Het museum aan de Plac Gwardii Pieszej Koronnej werd opgericht in 2006 en het gebouw naar plannen van Paczowski et Fritsch Architectes werd afgewerkt in 2023. Het museum is gewijd aan de geschiedenis van Polen. 